# Monthou-sur-Cher
Monthou-sur-Cher is een gemeente in het Franse departement Loir-et-Cher in de regio Centre-Val de Loire. De gemeente telde 993 inwoners op 1 januari 2022.

## Geschiedenis
In de Gallo-Romeinse periode lagen hier enkele grote gebouwen die deel uitmaakten van de agglomeratie van Tasciaca.
Monthou-sur-Cher maakte deel uit van het arrondissement Blois tot de gemeente op 1 januari 2017 werd overgeheveld naar het arrondissement Romorantin-Lanthenay.

## Geografie
De oppervlakte van Monthou-sur-Cher bedraagt 20,16 vierkante kilometer; Op 1 januari 2022 was de bevolkingsdichtheid 49,3 inwoners per km². De gemeente ligt op de rechteroever van de Cher.

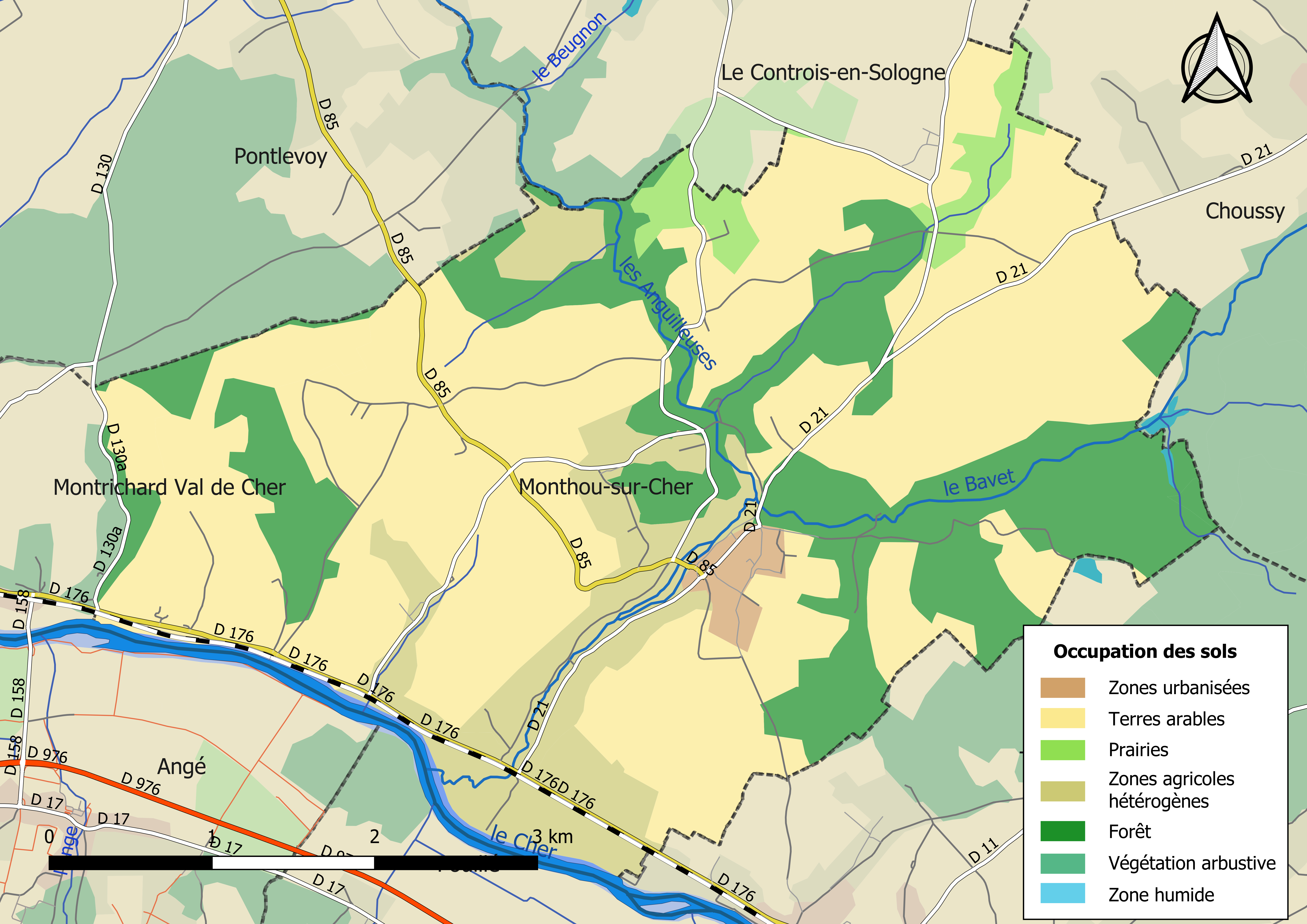
Kaart van de gemeente met de belangrijkste infrastructuur, bodemgebruik en omliggende gemeenten

## Demografie
Onderstaande figuur toont het verloop van het inwonertal.

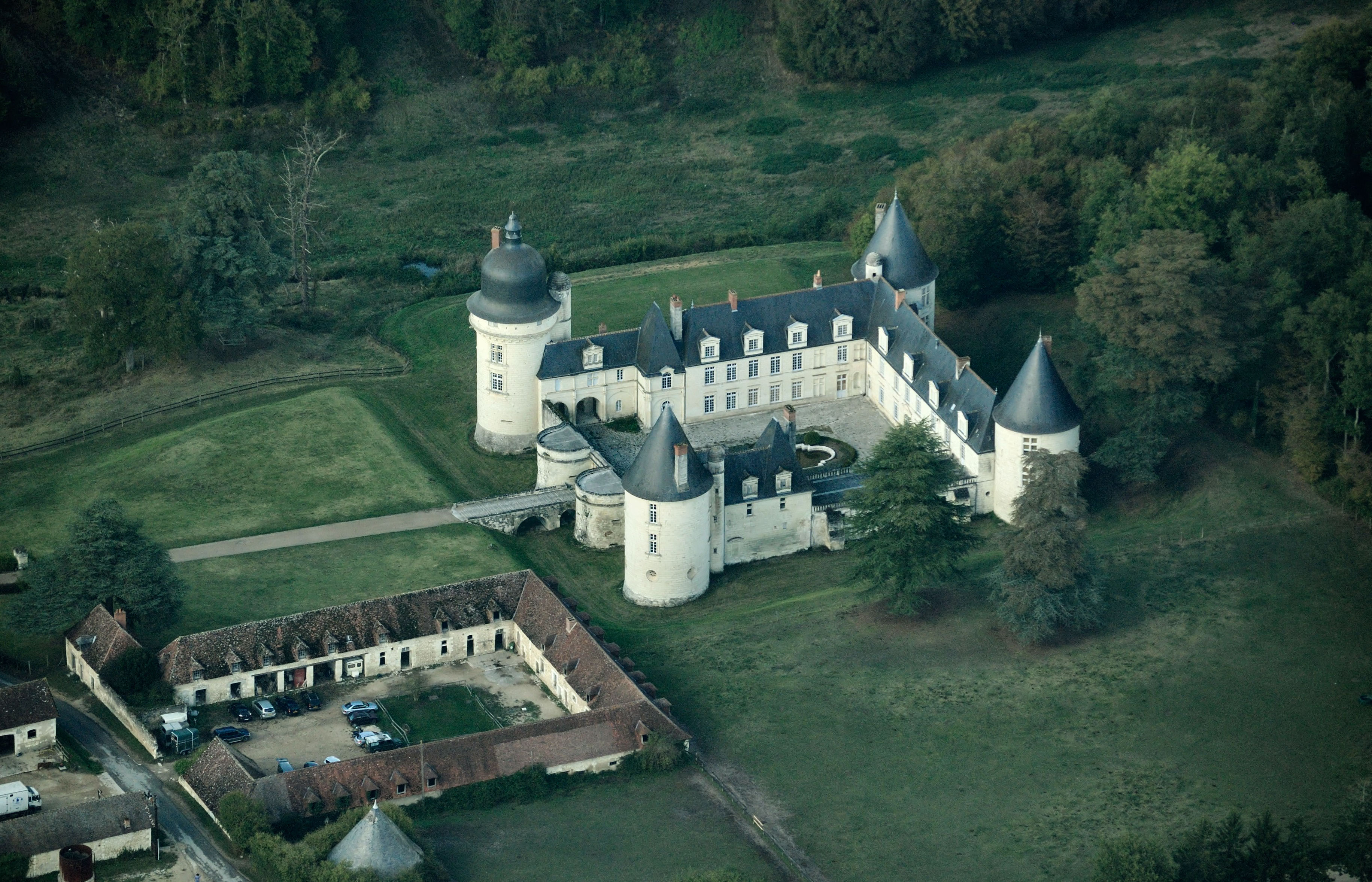
Le Gué-Péan

## Bezienswaardigheid
- Kasteel van Le Gué-Péan

Chissay-en-Touraine · Choussy · Le Controis-en-Sologne (deels: Contres en Thenay) · Couddes · Faverolles-sur-Cher · Fresnes · Monthou-sur-Cher · Montrichard Val de Cher · Oisly · Pontlevoy · Saint-Georges-sur-Cher · Saint-Julien-de-Chédon · Sassay · Vallières-les-Grandes